# مبرهنة ويلسون
في الرياضيات، تنص مبرهنة ويلسون (بالإنجليزية: Wilson's theorem)‏ على أن عددا صحيحا طبيعيا ما n > 1 هو عدد أولي إذا وفقط إذا كان جداء كل الاعداد الصحيحة الموجبة الأصغر قطعا من n أصغر بواحدٍ من مضاعفٍ ما ل n. أي أنه إذا توفر مايلي:
و بتعبير آخر، إذا وفقط إذا كان {\displaystyle (n-1)!\ +1} مضاعفا ل n.

## التاريخ
توصل ابن الهيثم لهاته المبرهنة في العصور الوسطى، لكنها نسبت إلى جون ويلسون تلميذ الرياضياتي الإنجليزي إدوارد ويرينغ الذي صاغها في القرن الثامن عشر. أعلن ويرينغ تلك المبرهنة في عام 1770، على الرغم من أنه لا هو ولا ويلسون أمكنهم إثبات ذلك. استطاع جوزيف لاغرانج في عام 1771، أن يقدم أول إثبات للمبرهنة. هناك أدلة على أن ليبنيز كان على علم أيضًا بتلك المبرهنة قبل ذلك بنحو قرن، لكنه لم ينشر ذلك.

## مثال
يبين الجدول التالي في عموده الأول قيم n من 2 حتي 30، وقيم {\displaystyle (n-1)!} في عموده الثاني. أما العمود الثالث فيحتوي على الباقي عند قسمة {\displaystyle (n-1)!} على n. لُونت السطور حيث n عدد أولي باللون الوردي بينما لُونت السطور حيث n غير أولي باللون الأخضر.
| {\displaystyle n} | {\displaystyle (n-1)!}          | {\displaystyle (n-1)!\ {\bmod {\ }}n} |
| ----------------- | ------------------------------- | ------------------------------------- |
| 2                 | 1                               | 1                                     |
| 3                 | 2                               | 2                                     |
| 4                 | 6                               | 2                                     |
| 5                 | 24                              | 4                                     |
| 6                 | 120                             | 0                                     |
| 7                 | 720                             | 6                                     |
| 8                 | 5040                            | 0                                     |
| 9                 | 40320                           | 0                                     |
| 10                | 362880                          | 0                                     |
| 11                | 3628800                         | 10                                    |
| 12                | 39916800                        | 0                                     |
| 13                | 479001600                       | 12                                    |
| 14                | 6227020800                      | 0                                     |
| 15                | 87178291200                     | 0                                     |
| 16                | 1307674368000                   | 0                                     |
| 17                | 20922789888000                  | 16                                    |
| 18                | 355687428096000                 | 0                                     |
| 19                | 6402373705728000                | 18                                    |
| 20                | 121645100408832000              | 0                                     |
| 21                | 2432902008176640000             | 0                                     |
| 22                | 51090942171709440000            | 0                                     |
| 23                | 1124000727777607680000          | 22                                    |
| 24                | 25852016738884976640000         | 0                                     |
| 25                | 620448401733239439360000        | 0                                     |
| 26                | 15511210043330985984000000      | 0                                     |
| 27                | 403291461126605635584000000     | 0                                     |
| 28                | 10888869450418352160768000000   | 0                                     |
| 29                | 304888344611713860501504000000  | 28                                    |
| 30                | 8841761993739701954543616000000 | 0                                     |

## براهين

### البرهان الأول

#### حالة العدد غير الأولي
إذا كان n عدداً غير أولي (مركب) فهو يقبل القسمة على عدد أولي q، حيث n-2 ≥q≥ 2 . إذا كان !(n − 1) يطابق 1- (mod n) فإنه سيطابق 1-(mod q). ولكن (n − 1)! ≡ 0 (mod q) . 

#### حالة العدد الأولي
النتيجة واضحة عندما p = 2 ، ولذلك سنفرض أن p عدد أولي فردي، p ≥ 3.

بما أنه يوجد لكل باقي (mod p) معاكس ضربي وحيد (mod p) غير صفري a−1. من مبرهنة لاغرانج تقتضي أن القيم الوحيدة لa التي تحقق أن (a ≡ a−1 (mod p هي (a ≡ ±1 (mod p. بالتالي، استثناء ±1 ، يمكن تقسيم عوامل !(p − 1) إلى أزواج، بحيث يكون ضرب كل زوجين ≡ 1 (mod p).

وبذلك تثبت المبرهنة.

### برهان لاغرانج
استعمل لاغرانج الحدودية
حيث نشرها وحدد معاملاتها باستعمال الخاصية
 ثم أثبت إذن، أنه عندما يكون n أوليا، فإن جميع المعاملات - باستثناء الأول الذي يساوي 1 و الأخير الذي يساوي !(n-1) - مضاعفات ل n.
ثم، باستعمال نفس المتساوية دائما، لاحظ أن آخر معامل مضروبا فيn–1 يساوي مجموع كل المعاملات الأخرى واستنتج أن n – 1)! + 1) مضاعف ل n.

## تطبيقات
هذه المبرهنة لا تستعمل من أجل تحديد أولية عدد ما لأنه سرعان ما يصير !(n-1) كبيرا جدا بمجرد ما يصير n كبيراً نسبياً.

### بواقي تربيعية
باستعمال مبرهنة ويلسون، لكل عدد أولي فردي p = 2m + 1، نستطيع ترتيب الطرف الأيسر ل
{\displaystyle 1\cdot 2\cdots (p-1)\ \equiv \ -1\ {\pmod {p}}}
للحصول على المتساوية
{\displaystyle 1\cdot (p-1)\cdot 2\cdot (p-2)\cdots m\cdot (p-m)\ \equiv \ 1\cdot (-1)\cdot 2\cdot (-2)\cdots m\cdot (-m)\ \equiv \ -1{\pmod {p}}}
هذا يصبح
{\displaystyle \prod _{j=1}^{m}\ j^{2}\ \equiv (-1)^{m+1}{\pmod {p}}}
أو
{\displaystyle (m!)^{2}\equiv (-1)^{m+1}{\pmod {p}}.}

## تعميمات

### تعميم غاوس
أثبت غاوس أن
{\displaystyle \prod _{k=1 \atop \gcd(k,m)=1}^{m}\!\!k\ \equiv {\begin{cases}-1{\pmod {m}}&{\text{if }}m=4,\;p^{\alpha },\;2p^{\alpha }\\\;\;\,1{\pmod {m}}&{\text{otherwise}}\end{cases}}}
حيث p عدد فردي و {\displaystyle \alpha } عدد صحيح موجب.

## وصلات خارجية
- إيريك ويستاين، Wilson's Theorem، ماثوورلد Mathworld (باللغة الإنكليزية).